# Bixiga 70
Bixiga 70 é uma banda brasileira que mistura elementos da música africana, afrobeat, brasileira, latina e do jazz. Formada em 2010, o nome Bixiga 70 está ligado ao endereço do Estúdio Traquitana, onde a banda nasceu, localizado no número 70 da rua Treze de Maio, no bairro do Bixiga, em São Paulo.

## Influências
Além da influência da música das religiões afro-brasileiras, da música malinke, do músico e ativista político nigeriano Fela Kuti e do etíope Mulatu Astatke, a banda também tem influência de músicos brasileiros como Gilberto Gil, Pedro Santos, Luiz Gonzaga, Os Tincoãs, Baden Powell, Hermeto Pascoal, Itamar Assumpção, Moacir Santos e Chico Science.

## Histórico
Formada em 2010, terminou o ano considerado um dos melhores shows da cidade pelo Guia da Folha.
No ano seguinte lançou seu primeiro disco (Bixiga 70, 2011), co-produzido e mixado pelo estadunidense Victor Rice, com capa de MZK e lançado pelo selo independente Estúdio Traquitana. Lançado em três formatos (CD, vinil, e download gratuito), o disco esteve em diversas listas de melhores discos do ano.
Em 2012, participou de alguns dos maiores festivais do Brasil, como Recbeat (Recife), Virada Cultural (São Paulo) e participou do festival Felabration em Amsterdam ao lado de músicos como Tony Allen, Jungle By Night e Woima Collective. Ainda nesse ano, seu primeiro álbum foi indicado ao Prêmio Contigo! MPB FM de Música.
Em 2013, lançou seu segundo álbum (Bixiga 70, 2013) em três formatos (CD, vinil e download gratuito), com produção e arranjos de autoria da banda, gravado no Estúdio Traquitana, mixagem de Victor Rice e capa de MZK, disco que novamente figurou em diversas listas de melhores discos do ano. Em julho deste ano, a banda tocou na Suécia, Alemanha, Holanda, França e Dinamarca (Festival de Roskilde).
Em 2014, recebeu o Prêmio da Música Brasileira, categoria Revelação e fez shows na França, Bélgica, Alemanha e Marrocos.
Seu disco Quebra Cabeça foi considerado um dos 25 melhores álbuns brasileiros do segundo semestre de 2018 pela Associação Paulista de Críticos de Arte.

## Discografia
| Disco            | Ano  | Selo                | formato                    |
| ---------------- | ---- | ------------------- | -------------------------- |
| Bixiga 70 (2011) | 2011 | Traquitana Discos   | LP, CD e download gratuito |
| Tema di Malaika  | 2011 | Traquitana Discos   | Compacto 7"                |
| Bixiga 70 (2013) | 2013 | Traquitana Discos   | LP, CD e download gratuito |
| Ocupai           | 2014 | Mais Um Discos      | LP e CD                    |
| Ocupai           | 2014 | Names You Can Trust | Compacto 7"                |
| Quebra Cabeça    | 2018 | Deck                | LP, CD, cassete e digital  |

## Prêmios e indicações

### Grammy Latino
| Ano  | Categoria                          | Indicação | Resultado |
| ---- | ---------------------------------- | --------- | --------- |
| 2012 | Melhor Projeto Gráfico de um Álbum | Bixiga 70 | Indicado  |

### Prêmio Contigo! MPB FM
| Ano  | Categoria                 | Indicação | Resultado |
| ---- | ------------------------- | --------- | --------- |
| 2012 | Melhor Álbum Independente | Bixiga 70 | Indicado  |